# Hakan Yakin
Hakan Yakin (en turc Hakan Yakın, Basilea, 22 de febrer, 1977) és un futbolista suís d'ascendència turca.

## Trajectòria
Començà a jugar al FC Basel de la seva ciutat natal. També jugà al Grasshoppers i St. Gallen suïssos, al VfB Stuttgart, al Galatasaray (cedit) i des del 2005 al BSC Young Boys.
És internacional amb Suïssa des de l'any 2000. També se li oferí participar amb Turquia, fet que ell rebutjà. Ha disputat les Euro 2004, Euro 2008 (on marcà 3 gols) i el Mundial de 2006.
Després d'aconseguir ser el màxim golejador del campionat suís i d'una gran actuació a l'Eurocopa 2008, el juliol de 2008 va fitxar pel club de Qatar Al-Gharafa Sports Club per uns 2 milions i mig d'euros.
És considerat per molts especialistes com el millor futbolista suís de les dècades dels 90 i 2000. És el germà petit del també internacional per Suïssa Murat Yakin.